# 오이스나촌
오이스나촌(笈砂村)은 니가타현 니시칸바라군에 설치되었던 촌이다.